# Rai López
Raimundo López de Vinuesa Piote, detto Rai (Malaga, 2 aprile 1989), è un ex cestista spagnolo.